# Richard Kolinka
Pour les articles homonymes, voir Kolinka.
Richard Kolinka, né le 7 juillet 1953 à Paris, est un batteur français avec le groupe Téléphone puis avec Jean-Louis Aubert et Louis Bertignac. De 2015 à 2017, il est en tournée avec le groupe Les Insus, groupe composé des membres de Téléphone sans la bassiste Corine Marienneau.

## Biographie
Il est le fils de Ginette Kolinka (née en 1925), née Cherkasky, juive rescapée des camps de la mort et figure du témoignage de la déportation à Birkenau,.
Dès l'âge de 13 ans, il s'intéresse à la musique et à la batterie. En 1967, il forme le groupe Human Beauties, puis Semolina avec son ami Luc Boizeau (qui plus tard arrêtera la musique pour faire des études) et Daniel Roux. Le 31 janvier 1968, le groupe rencontre le chanteur Antoine au Cirque d'Hiver dans une émission présentée par Guy Lux. Appréciant ce qu'ils font, le chanteur va aider les jeunes rockers à progresser dans leur travail en les autorisant à répéter chez lui. En janvier 1970, Richard se rend au concert des Who au Théâtre des Champs-Elysées et est marqué durablement par la performance du batteur Keith Moon au point de s'inspirer de son jeu pour la batterie. En octobre, le groupe remporte le Tremplin du Golf-Drouot.
Après avoir été batteur du chanteur Vince Taylor le temps d'une tournée en 1975, durant laquelle il rencontre Louis Bertignac spectateur, Richard fait la connaissance de Jean-Louis Aubert et invite celui-ci à rejoindre son groupe Sémolina avec Daniel Roux. Sémolina enregistre à l'été 1976 un 45 tours chez WEA : Et j'y vais déjà / Plastic Rocker. Puis ils décrochent une date de concert au Centre américain de Paris le 12 novembre 1976. Mais Daniel Roux leur fait faux-bond 3 semaines avant. Aubert et Kolinka assurent le concert avec Bertignac et Corine Marienneau, avant de fonder Téléphone avec eux. Le groupe dure 10 ans et publie cinq albums.
Après la séparation de Téléphone en 1986, il continue sa carrière musicale avec Jean-Louis Aubert. Dans un premier temps, ils forment le groupe Aubert'n'Ko. Richard est présent dans les albums Plâtre et Ciment (1987), Bleu Blanc Vert (1989), H (1993), puis dans le single Le jour se lève encore, ensuite dans l'album Idéal standard (2005), et joue avec Raphael dans les albums La Réalité (2003) et Caravane (2005).
En 2006 et en 2007, il est à l'initiative des concerts des Aventuriers d'un autre monde réunissant Jean-Louis Aubert, Alain Bashung, Daniel Darc, Cali, Raphaël, Fabien Cahen et lui-même, avec des invités comme -M-, Abd al Malik, Grand Corps Malade, etc., suivis d'une douzaine d'autres entre 2007 et 2019.
Il fait également partie du groupe Le Cercle composé de lui-même, Oli le baron, Stéphane Venant et Daniel Roux, jusqu'au décès de ce dernier en 2009.
Au printemps 2008, il accompagne Cali en tournée à travers la France.
Le style de jeu de Richard Kolinka, puissant et expressif — de toute évidence, inspiré par le jeu tout en puissance et en interactivité avec le public de Keith Moon, du groupe The Who —, en a fait une des références de la batterie rock française.
En 2011 et 2012, il fait partie de la tournée Roc éclair de Jean-Louis Aubert.
En 2015, le groupe Téléphone se reforme, sans Corine Marienneau, et part en tournée sous le nom Les Insus. L'aventure se poursuit jusqu'en 2017.
Depuis, il fait partie du collectif Trafic Parade qui réunit les groupes Even If, France Cartigny et Jo Dahan.
En mai 2022, il participe en tant qu'invité au concert du Rockin'1000 au Stade de France, sur le célèbre morceau Un Autre Monde.

## Vie privée
Il a vécu en couple avec Marie Trintignant ; ils ont eu un fils, Roman, né en 1986. Il est aujourd'hui en couple avec Hélène Kolinka, ils ont un fils Mathis Kolinka.
Il a pour voisin l'acteur Philippe Torreton.

## Discographie
Téléphone
- 1977 : Téléphone
- 1979 : Crache ton venin
- 1980 : Au cœur de la nuit
- 1982 : Dure Limite
- 1984 : Un autre monde
- 1986 : Téléphone le live*
- 2017 : Les Insus Live*

Jean-Louis Aubert
- 1987 : Plâtre et Ciment
- 1989 : Bleu Blanc Vert
- 1993 : H
- 1994 : Une page de tournée*
- 1997 : Stockholm
- 1997 : Concert privé*
- 2005 : Idéal standard
- 2012 : Live = Vivant*

Louis Bertignac
- 1990 : Rocks (timbales sur Qu'ils nous parlent)
- 1996 : 96
- 2005 : Longtemps

Raphael
- 2003 : Raphael - La Réalité
- 2005 : Raphael - Caravane

Cali
- 2008 : L'Espoir
- 2009 : Le Bruit de ma vie*

Autres collaborations
- 1983 : Alice Cooper - Dada
- 1985 : Ni avec toi ni sans toi (Bande originale)
- 1996 : Indochine - Wax
- 2008 : musique du film Louise-Michel (sur le titre Mill bâteaux, avec Gaëtan Roussel et Joseph Dahan)

* Album live